# 林敬子
林 敬子（はやし けいこ、 1978年1月19日 - ）は、日本のタレントである。

## 人物
1978年（昭和53年）、岡山県生まれ。
1999年（平成11年）10月から、テレビ番組 『ワンダフル』（TBS）の「ワンギャル」となり、同番組に翌年までレギュラー出演した。その後、2002年（平成14年）には「K-1 ガール」を務めた。現在は芸能活動は行っておらず、動物愛護団体を設立し、代表理事として活動している。